# منطقه کلان‌شهری لندن
منطقه کلان‌شهری لندن (انگلیسی: London metropolitan area) منطقه کلان‌شهری لندن،
انگلستان است. تعاریف متعددی دارد، از جمله منطقه سفر لندن به محل کار، و معمولاً شامل منطقه شهری لندن، سکونتگاه‌هایی است که زیرساخت‌های لندن را به اشتراک می‌گذارند، و مکان‌هایی که امکان رفت و آمد برای کار در لندن وجود دارد.